# Trinità dei Monti

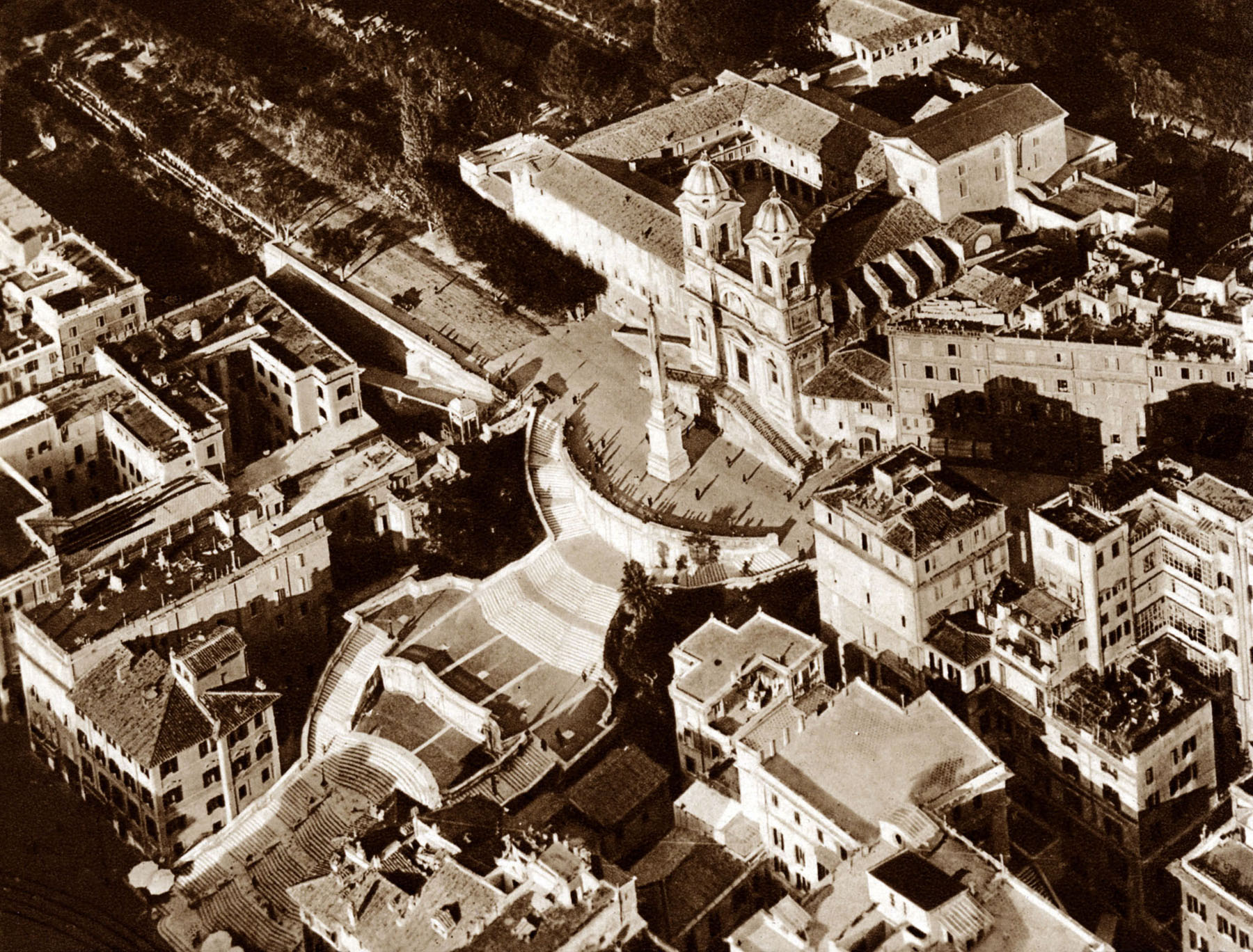
A templom légi fotója 1938-ból

A Santissima Trinità dei Monti templom egy katolikus imahely Rómában, a Campo Marzio kerületben, a híres Spanyol lépcső tetején. A templom francia nyelven is működik, mivel az Emmánuel közösségre bízták. Egyike az öt francia ajkú római katolikus templomnak, a San Luigi dei Francesival, a San Nicola dei Lorenesivel, a Sant'Ivo dei Bretonival, a Santival, a Claudio és Andrea dei Borgognonival együtt.

## Története
A templom első részének munkálatai valószínűleg 1502-ben kezdődtek és a század nagy részében tartottak. A templom neve eredetileg Trinità del Monte volt, valószínűleg a Pincio-dombra utalva, amelyen áll. A templom első részét teljesen gótikus stílusban Annibale Lippi és Gregorio Caronica építészek tervezték, és a francia Narbonne városából származó kövekből építették.
A Róma 1527-es kifosztása által okozott károkat követően a környező telkek megvásárlásának köszönhetően a teljes komplexum helyreállítása és bővítése mellett döntöttek. Az 1549–50-es konklávéval különböző francia bíborosok finanszírozták a bővítési munkálatokat, amelyekkel 1570-ben elkészült a Giacomo Della Porta és Carlo Maderno által tervezett homlokzat, amelyet a két híres harangtorony díszített.
A templomot 1585-ben szentelte fel V. Szixtusz pápa, aki Domenico Fontana építészt bízta meg egy út megépítésével, amelyet maga a pápa Felice utcának nevezett el, amely összeköti a Pincio környéket a Santa Maria Maggiore-bazilikával. Az útépítéshez szükséges ásatások azonban nagy magasságkülönbséget okoztak a templom főbejáratához képest, ezért Fontana két járattal rendelkező monumentális lépcsősor megépítését tervezte, amely ma is megoldja az épület megközelítését.

## Leírása
A Trinità dei Monti komplexum két összefüggő épületre oszlik: a kolostorra és a templomra.
A templom egyetlen hajóból áll, amelyre hat oldalkápolna néz. A két szimmetrikus, nyolcszögletű kupolájú harangtoronnyal ékesített homlokzat egysoros pilaszterekből áll, amelyeket egy tetőtér központi lunettával zár le. A keresztboltozat (az egyik első épületrész) késő francia gótikus stílusú, egymásba fonódó bordás boltozatokkal, az egyetlen példa erre a stílusra Rómában. A két harangtornyon egy óra és egy napóra látható, amelyek Róma, illetve Párizs idejét mutatják.

### A jobb oldali mellékoltárok
A jobb oldali első mellékoltárt (Altoviti) Giovanni Battista Naldini, a Krisztus megkeresztelkedése című oltárkép szerzője Keresztelő Szent János történeteit ábrázoló freskóciklusa díszíti. A másodikon nincsenek domborműdíszek, míg a harmadikon (Lucrezia della Rovere) Daniele da Volterra és segédei figyelemre méltó freskóciklusát őrzik. Giorgio Vasari szerint az összes kartont a művész rajzolta, míg a kivitelezés nagy részét a növendékeire bízta, akik közül sokan később bizonyos mélységű művészekké váltak. A mester minden bizonnyal „felelős” a hátsó falon lévő Mennybemenetelért (1548–50), a jobb oldalon pedig a Szűzanya bemutatásáért. A volterrai Giovanni Paolo Rossetti Angyali üdvözletre (középső lunetta) és Jézus bemutatására a templomban (bal oldali lunetta), Michele Albertire, az Ártatlanok lemészárlására (bal oldali fal) és a Prófétákra a boltívben (1553–60) utal, Gaspar Becerrában A Szűz születése (jobb fal), Pellegrino Tibaldinak és Marco Pinónak a boltozat és a boltív (bibliai és meztelen jelenetek Della Rovere-címerfákkal).

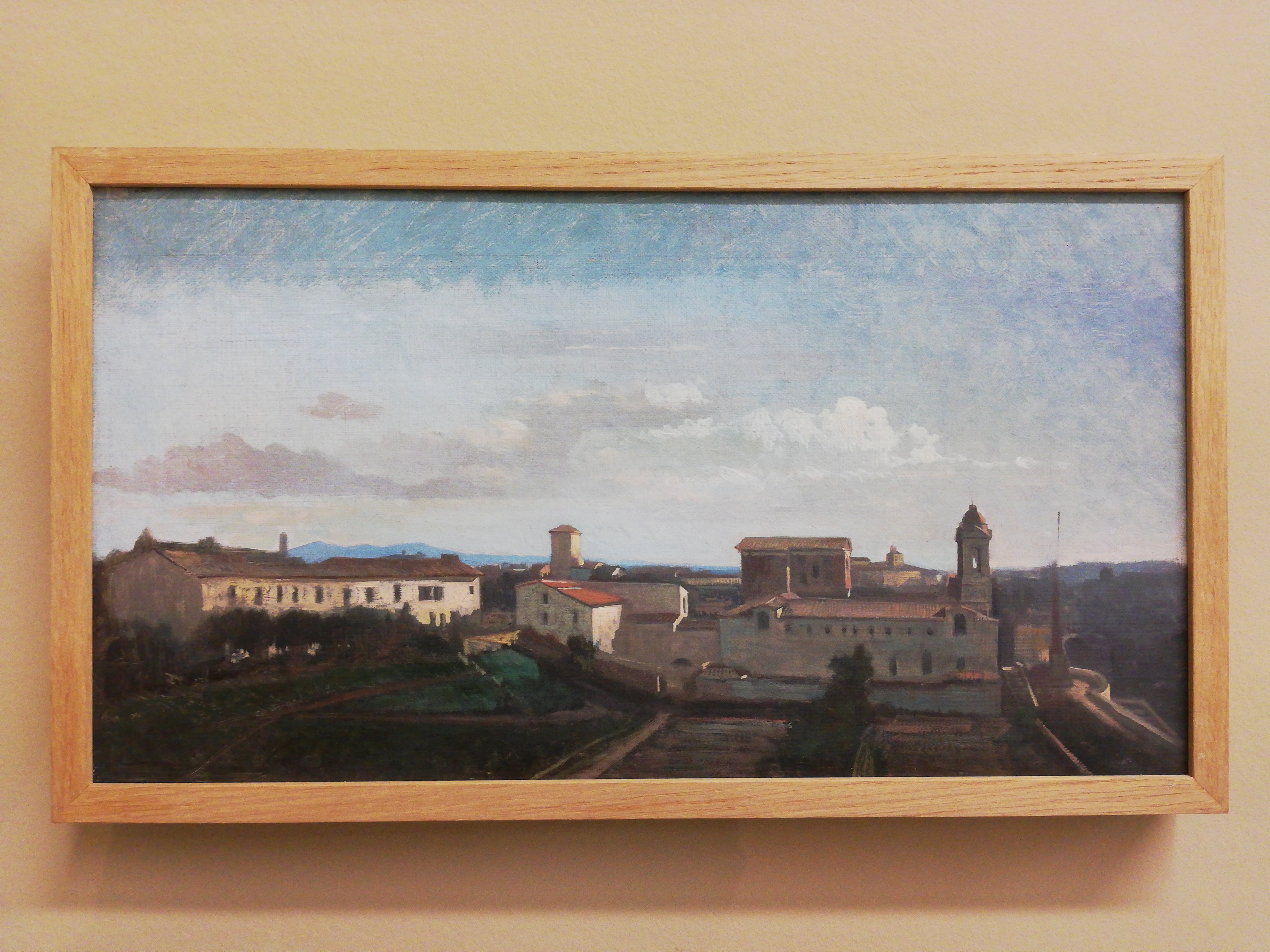
Ernest Hébert: A római Trinità dei Monti, Musée Hébert, La Tronche, Franciaország
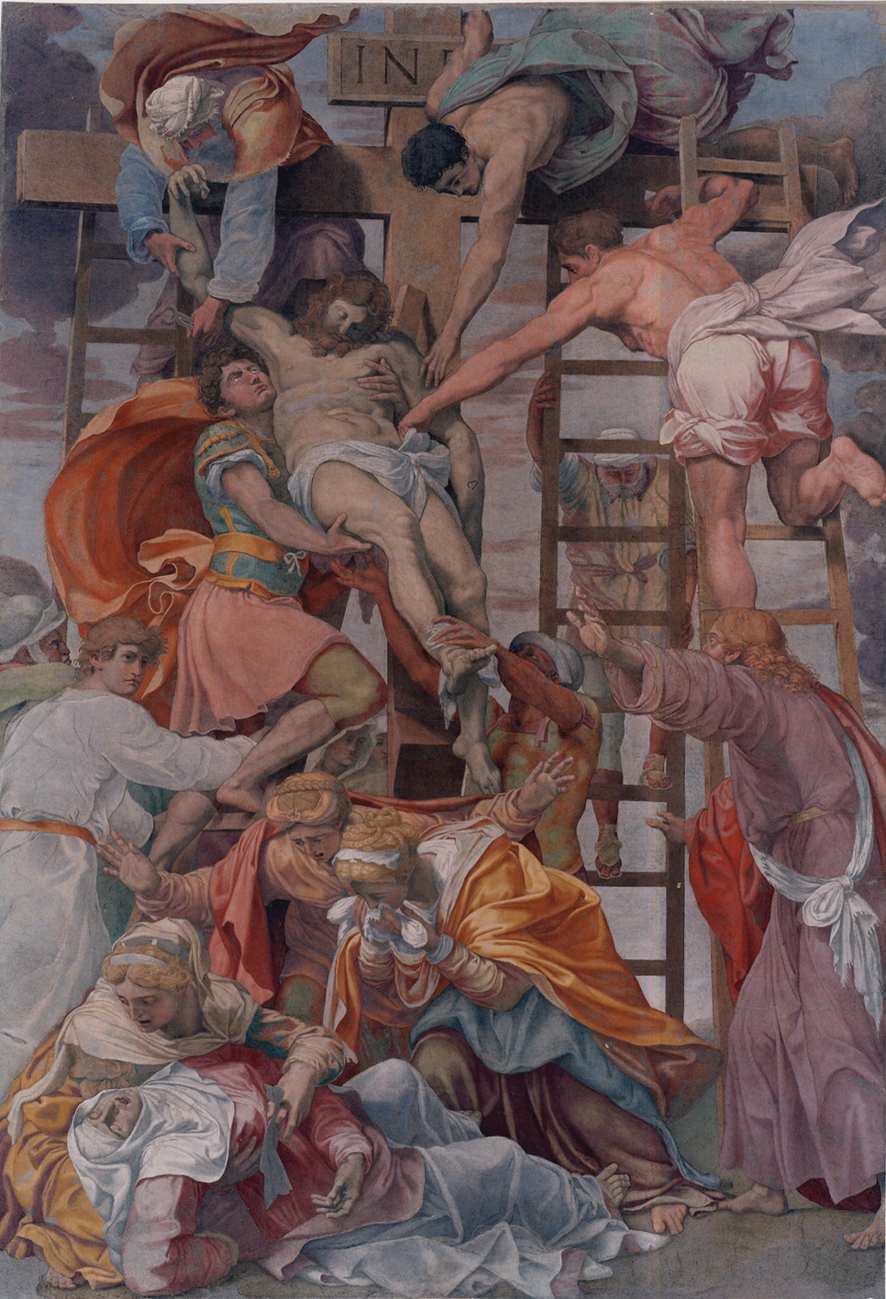
Daniele da Volterra: Krisztus levétele a keresztről
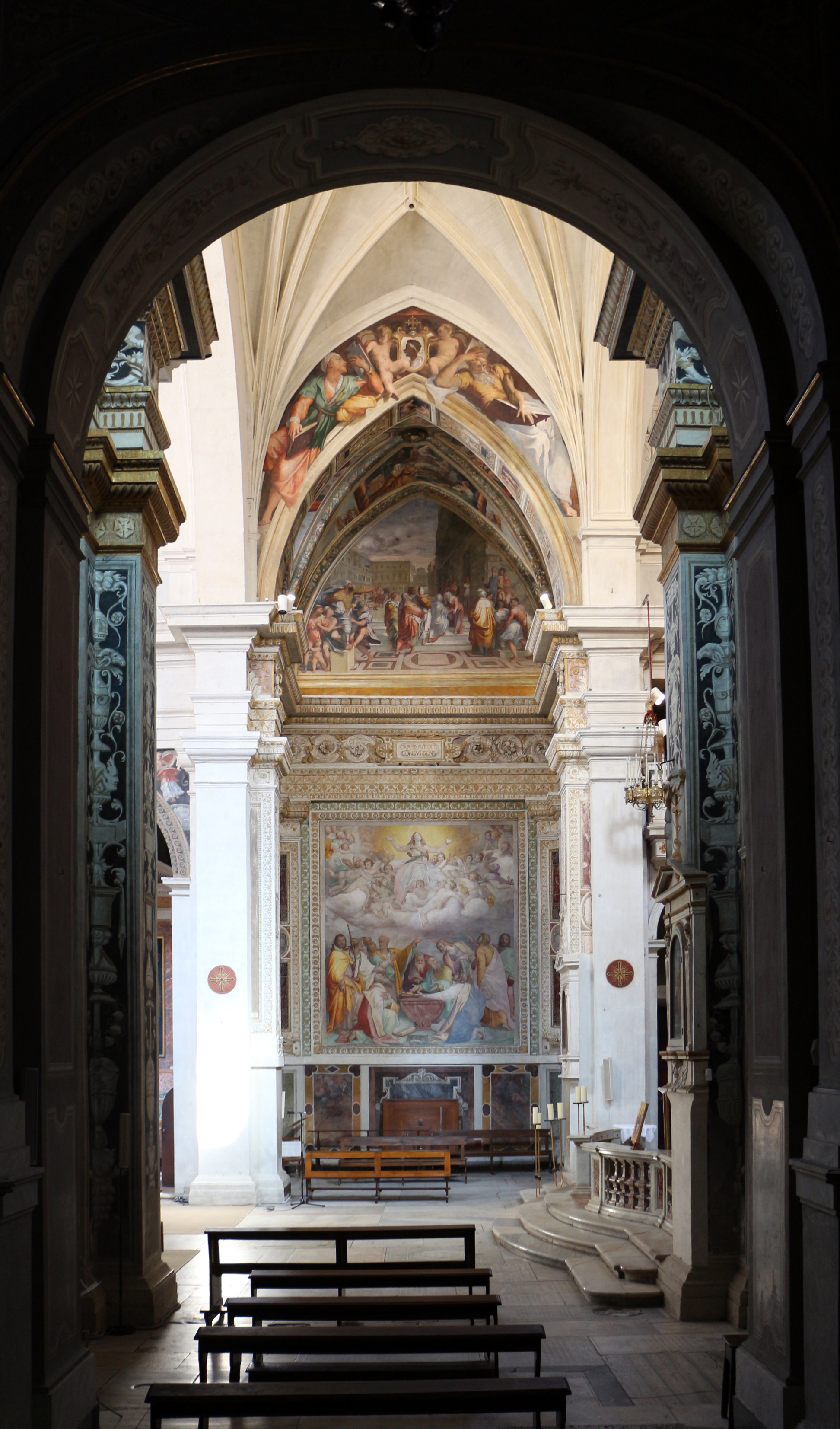
A Pucci-kápolna, Perin del Vaga és a Zuccari testvérek freskói

Az Orsini-kápolna következik, Louis Vincent leon Pallière 1817-es oltárképével (Flagellation), a falakat pedig Rodolfo Pio da Carpi bíboros (1567 körül) és Cecilia Orsini (1575), Savoyai Alberto III Pio feleségének temetési emlékművei díszítik. Mindkettőt Leonardo Sormani készítette. Maga a művész a szerzője Prospero Antichival a boltozatban található stukkóknak, amelyek Paris Nogari (1575 előtt) Krisztus szenvedéstörténetét foglalják magukban. Nogari freskókkal díszítette a lunettákat a Lobozással,  Elmentek a Kálváriára, a Prófétákat és az angyalokat töviskoronával (oltárfal).
A következő két kápolnát jelentős érdeklődésre számot tartó ciklusok jellemzik, de a szerző nevét még nem sikerült megállapítani. Az ötödik, Besançon kánonja, Pierre Marciac, egy raffaellói kultúrájú művészé, aki valószínűleg részt vett a vatikáni loggiák díszítésében (a javasolt nevek között Michele Alberti); a hatodikat egy valószínűleg umbriai művész díszítette, közel Pinturicchióhoz.

### A bal oldali mellékoltárok
Az egyik első kápolnában a bal oldalon Daniele da Volterra egy híres freskóciklust hagyott hátra 1541-ben, köztük a gyönyörű Depozíciót, amelyet egyöntetűen a manierizmus egyik csúcsának tartanak. A jobb oldali nyolcadik kápolna (Massimo kápolna) ehelyett Perin del Vaga gyönyörű freskóciklusát őrzi (az Ó- és Újszövetség történetei; 1537), amelyet 1563 és 1589 között Taddeo és Federico Zuccari készített el. Krisztus megkeresztelkedése és a San Giovanni Battista-kápolna freskói Giovanni Battista Naldini (1580) alkotásai. A templom eredetileg Jean Auguste Dominique Ingres oltárképét is őrizte.

### A kolostor és környéke
A kolostorban meg kell emlékeznünk a Perspektíva Galériáról, amelyet Andrea Pozzo freskókkal festett az anamorfózis egyedülálló példájával 1642-ben Emanuel Maignan, S. Francesco di Paolát ábrázolva, valamint a 18. század végi romok szobájára freskókkal. akinek érzékenysége korábban a romantika lánya, a francia Charles-Louis Clérisseau munkája, egy művész, aki Szentpéterváron, a cárok udvarában fejezte be napjait. A kolostorban van egy második anamorf festmény, amelyet Jean François Niceron festett 1642-ben, s az apokalipszist író Szent Jánost ábrázolja, majd Emanuel Maignan befejezte. A kolostor egyik folyosóján egy reflexiós napórát készített Maignan. A folyosó boltozata különböző elrendezéseket mutat a színek szerint.
A területet, amelyen a templom épült, Paolai Szent Ferenc vásárolta meg a Minimális Atyák Rendjének kolostorának építésére. A telket a velencei Barbaro nemesek adták el, amint az az adásvételi okiratból is kitűnik, miközben a francia királyi hozzájárulásról szóló mítosz nem dokumentálható.
A franciák azt állítják, hogy befolyásuk a Trinità dei Monti területére a 16. századra nyúlnak vissza; 19. században a Francia Akadémiát is áthelyezték nem messze, a szomszédos Villa Medicibe. A közhiedelem ellenére a híres lépcsőt, amelyet XIII. Benedek pápa 1725-ben avatott fel, Francesco De Sanctis építette (1726-ban fejeződött be) alapvetően magánfinanszírozásból (Etienne Gueffier diplomata hagyatéka), és nem a Franciaországban uralkodó családtól, hogy megfelelő pompával és barokk pompával jelölje meg a város végét és a kertek kezdetét, amelyeket korábban az Olmata viridiárium foglalt el. A templom egyik harangtornyán óra, a másikon napóra van.
VI. Piusz pápa 1788-ban a Trinità dei Monti előtt állíttatta Antinori építész által a szallusti obeliszket, a pápai Rómában emelt nagy obeliszkek utolsó előtti részét, amelyet a római császárkorban építettek az egyiptomi obeliszkek utánzására.

### Mater admirabilis
A Mater admirabilis (Csodálatos anya) egy Pauline Perdrau által 1844-ben festett freskó.

## Fordítás
- Ez a szócikk részben vagy egészben  a   Chiesa della Trinità dei Monti című olasz Wikipédia-szócikk ezen változatának fordításán alapul.  Az eredeti cikk szerkesztőit annak laptörténete sorolja fel. Ez a jelzés csupán a megfogalmazás eredetét és a szerzői jogokat jelzi, nem szolgál a cikkben szereplő információk forrásmegjelöléseként.

## Bibliográfia
- M. Armellini, Róma templomai a IV. századtól a XIX. századig, Róma 1891, 339–341. o.
- C. Hülsen, Róma templomai a középkorban, Firenze, 1927, 543. o.
- F. Titi, A Rómában kiállított festmények, szobrok és építészet leírása, Róma, 1763, 375–380. o.